# Menhir du Champ du Rocher
Le menhir du Champ du Rocher est situé au Givre, dans le département français de la Vendée.

## Protection
L'édifice est classé au titre des monuments historiques par arrêté du 18 novembre 1980.

## Description
Le menhir est un bloc de granite de 3,50 m de longueur, large de 2,20 m et épais de 0,80 m. Il est couché au sol.
Il est parfaitement aligné avec le menhir des Petites Jaunières situé à moins de 600 m à l'est.